# B.O.L.Tの100万ボルト
『B.O.L.Tの100万ボルト』は、interfmで2022年4月から2023年3月まで放送されていたラジオ番組。スターダストプラネット所属のB.O.L.T（ボルト）がパーソナリティを務める。2022年9月までの番組名は「B.O.L.Tの10万ボルト」。本項目では前身番組「B.O.L.Tの1万ボルト」、および特番についても記載する。

## 概要
2021年12月に単月番組として放送された「B.O.L.Tの1万ボルト」全4回での放送で、Twitterのハッシュタグ #BOLT897 で1万ボルト（＝1万ツイート）という目標を達成して、2022年2月に特番「B.O.L.Tの1万ボルト～目指せ！生特番中に1万ボルト～」が放送＆生配信される。番組中に再び目標の1万ツイートを達成して、2022年4月から『B.O.L.Tの10万ボルト』としてレギュラー放送が決まった。
番組のテーマは単月番組に引き続き『4人の魅力が「ボルト＝雷」のようにリスナー1人1人をビリビリとシビれさせながら、次々に繋がって、拡がっていくことを実現するラジオ』。Twitterを介したリスナーとの交流に重点を置きつつ、さまざまな企画に取り組み、ときにはゲストも招きながら“10万ボルト”集めに挑戦する番組。レギュラー放送化に伴い番組名が“1万ボルト”から“10万ボルト”にアップしたことで、2クール（半年）で10万ツイートを集めることを目指す。
2022年9月7日に10万ボルト（ツイート）達成したことが番組プロデューサーのTwitterで発表された。 目標達成に伴って2022年10月から「B.O.L.Tの100万ボルト」にリニューアルし、新たに月ごとに設けたテーマを通してメンバーの更なる成長を促し、B.O.L.Tの魅力や音楽を100万人に届けることを目指す。また、Twitterでのハッシュタグ集計企画も継続し、集計期間は定めずに番組が設定した数値を達成するごとに嬉しい企画が実施される。 2022年11月29日の放送で目標が10万ツイートだと発表された。
interfmの2023年2月のスペシャルウィーク「Find Your Colors 1st Anniversary SPECIALWEEK」連動企画として初の番組Tシャツが販売された。 また、2023年3月1日から3月19日までHareza池袋の街頭ビジョンにて番宣CMが流された。
2023年4月15日にB.O.L.Tが解散することに伴い、番組は2023年3月いっぱいで終了した。

## 出演者
メインパーソナリティ
- B.O.L.T（内藤るな・高井千帆・青山菜花・白浜あや）

## 放送日時
- 毎週金曜日 25:00 - 25:30（2022年4月1日 - 9月30日、30分）[4]
- 毎週火曜日 24:00 - 24:30（2022年10月4日 - 2023年3月28日、30分）[7]

## マンスリーテーマ
「B.O.L.Tの100万ボルト」では、月ごとのテーマを通してメンバーの成長やB.O.L.Tの魅力や音楽を100万人に届けることを目指している。
- 農業（2022年10月）
- 旅行（2022年11月）
- 乗り物（2022年12月）
- ミュージカル（2023年1月）
- 夢（2023年2月）

## コーナー
主に「B.O.L.Tの10万ボルト」で放送されたコーナー。
- B.O.L.TのB級ニュース

“どうでもいい、言うほどでも無い、SNSに載せるほどでも無い”ニュースを発表するコーナー。
- どんなトークテーマが出ても広げて喋ってみる企画

トーク力を鍛えるため、普段なら出てこないようなトークテーマが出てくるクジを引いてトークをする。
- あやなの中学生日記

リアルな中学生の流行りや最近習った授業の内容を中学2年生（番組開始時点）のあやなのちゃん（白浜あや・青山菜花）が発表するコーナー。スピンオフの「るんちぃの社会人報告書」もある。
- ラジオでも伝わるジェスチャーゲーム

ラジオなので、動きを体で表す代わりにお題を効果音にして口で伝えるゲーム。
- B.O.L.Tを振り返る企画

2022年4月9日に結成1000日を迎えたB.O.L.Tを最近知った方でもB.O.L.Tの歴史を知ることができるトーク企画。
- この罰ゲーム できる？できない？

よくある罰ゲーム一覧から選んだ罰ゲームについて出来るか出来ないかをトークする企画。

## BOLTのB
番組を盛り上げるためのTwitterハッシュタグ「#BOLT897」のBがVOLTのVではないことを伝えるために、『BOLTは英語で、ピリオド無し。 BOLTのBは、○○○○のBです！ Vじゃないですよ』と、Bのつく言葉を使って説明することが恒例となっている。 なお、グループ名「B.O.L.T」の意味や由来は未公表となっている。
- BLT（1万#1 白浜）
- ABCスープ（1万#1 白浜）
- ビーフ（1万#2 青山）
- ベースボール（1万#2 青山、#2 白浜）
- BBQ（1万#3 高井、10万#2 青山、#12 青山）
- レッドブル（1万#3 内藤、1万#4 高井、1万SP 内藤、10万#1 内藤、10万#12 内藤、10万SP 内藤、10万#16 内藤、10万#18 内藤）
- バディ・ホリー（1万#4 内藤）
- Bling-bling（1万SP 内藤）
- Beef or Chicken?（1万SP 高井3回、10万#2 白浜）
- ベイビー（1万SP 白浜、10万#3 内藤）
- バルーン（1万SP 青山）
- ベーコン（1万SP 青山）
- ぼんじり（10万#1 高井）
- バズる（10万#3 リスナー）
- BGM（10万#4 青山、10万#5 白浜）
- ベスト（10万#4 白浜）
- バンジージャンプ（10万#5 リスナー）
- ビスケット（10万#6 青山、#11 青山＊）
- 美白（10万#6 高井、10万#16 青山）
- ビタミンC（10万#7 高井）綴りはVitaminなのでVである
- ビーチ（10万#7 内藤、#3 高井＊）
- Bravely（10万#8 白浜）
- ビンゴ（10万#8 青山、#13 白浜＊）
- ビーフカレー（10万#9 青山）
- ブルガリアヨーグルト（10万#9 高井）
- ビビンバ（10万#10 白浜）
- ボウリング（10万#10 内藤）
- お弁当の「ベ」（10万#11 青山）
- べっこう飴（10万#11 白浜、10万#19 白浜）
- タブレット（10万#12 高井）
- ブランコ（10万#13 白浜）
- ボブヘア（10万#13 内藤）
- ブロッコリー（10万#14 青山）
- ブラック（10万#14 高井、#10 高井＊）
- ビーチサンダル（10万#15 高井）
- ぼっちでも楽しめる（10万#15 リスナー）
- バースデー（10万SP 高井）※B.O.L.T結成3周年当日（＝バースデー）の生放送
- 3周年の3に似ている英語のB（10万SP 高井）※B.O.L.T結成3周年当日の生放送
- B.O.L.Tのグッズのベースボールシャツ（10万#17 白浜）
- ビニール袋（10万#17 高井）※綴りはVinylなのでVである
- Non-fungible token（NFT購入者特典ネットサイン会 内藤）※fungibleに含まれるb
- Book（10万#18 青山）
- BY MY SIDE（10万#19 高井）
- ビーカー（10万#20 内藤＊）
- ベーシック（10万#20 高井＊、#22 白浜＊）
- おばあちゃんの「ば」（10万#21 青山）
- BLANKEY JET CITY（10万#21 リスナー）
- ちびっ子（10万#22 白浜＊）
- ブーブークッション（10万#22 内藤＊）
- ベーカリー（10万#23 青山＊）
- たべっ子どうぶつ（10万#23 白浜＊）
- Happy Birthday（10万#24 高井）※放送日の9月10日（9月9日深夜）が青山菜花の誕生日
- ベイクドポテト（10万#24 内藤＊、#2 青山）
- ボーダーライン（10万#25 内藤）
- ボルテージ（10万#25 白浜＊）※綴りはVoltageなのでVである
- ビート（10万#26 高井＊）
- 琵琶湖（10万#26 青山）
- To be continue（10万#27 青山）
- ABC（10万#27 高井）
- ビギナー（#1 白浜）
- ベーカリー（#1 内藤）
- ベジタブル（#3 内藤＊）※綴りはVegetableなのでVである
- バンビ（#4 内藤＊、#15 内藤）
- Believe（#5 高井＊）
- ビーズ（#5 青山＊）
- ブラジル（#6 内藤＊）
- バス（#6 リスナー）
- ブラッシング（#7 白浜＊）
- ブータン（#7 内藤＊）
- ハッピーバースデーちぃちゃん（#8 青山）
- ビューティフル（#8 白浜、#13 青山）
- ボリビア（#9 青山＊）
- ベネズエラ（#9 高井＊）※綴りはVenezuelaなのでVである
- ブックマーク（#10 内藤＊）
- ビッグチャンス（#11 白浜＊）
- Baked sweet potato（#12 高井）
- ヴァイオレット・エヴァーガーデン（#14 高井＊）
- ブレーキ（#14 内藤＊）
- バレーボール（#15 白浜＊）※綴りはVolleyballなのでVである
- バター（#16 白浜＊）
- ビクトリー（#16 青山＊）※綴りはVictoryなのでVである
- バスケットボール（#17 内藤＊）
- ビジュアル（#17 高井＊）※綴りはVisualなのでVである
- ブランケット（#18 白浜＊）
- バルーンアート（#18 内藤＊）
- バレリーナ（#19 高井＊）
- ベーコンエッグバーガー（#19 青山＊）
- B級映画（#20 内藤＊）
- ビターチョコレート（#20 高井＊）
- ブレンドコーヒー（#21 青山＊）
- ベアー（#22 高井＊）
- バスルーム（#23 内藤＊）
- ベートーベン（#23 青山＊）
- バンク（#24 高井＊）
- ブルドーザー（#25 白浜＊）
- バルコニー（#25 青山＊）

＊印はBネタ案より選択

## イベント

### B.O.L.Tと一緒に観る遠足&BBQ動画の“先行”試写会&公開収録
番組初のロケによる収録となった芋掘り遠足とバーベキューの模様をメンバーと見る試写会と、番組初の公開収録。
試写した「秋の芋ほり遠足＆BBQロケ企画動画」は完全版としてYouTubeのinterfm公式チャンネルにて公開された。
- 収録日：2022年12月2日
- 放送日：2022年12月20日

## 関連番組

### B.O.L.Tの1万ボルト
interfmのアイドル番組にゲストとして4度出演し、その度に大きな反響を残してきたことが後押しになり、1か月限定の冠番組として放送された。グループ名の「B.O.L.T」から、『4人の魅力が「ボルト＝雷」のようにリスナー1人1人をビリビリとシビれさせながら、次々に繋がって、拡がっていくことを実現するラジオ』 として、Twitterの番組ハッシュタグの1ツイートを1ボルトとして、全4回の放送で1万ボルト（ツイート）を集めることにチャレンジする番組。4人のメンバーが1万ボルトを集める為に様々な企画に挑戦した。
- 放送日時：毎週火曜日24:00～24:30（2021年12月単月の限定番組、12月7日・14日・21日・28日）

### B.O.L.Tの1万ボルト～目指せ！生特番中に1万ボルト～
前項の単月番組にて1万ボルト（1万ツイート）を達成したことで決まった特番。interfmでの生放送と同時に有料映像配信も行われた。番組側が設定した時間内で、番組のテーマにちなんだ様々な企画にメンバー4人で取り組みながら1万ボルト（＝1万ツイート）を集めることにチャレンジする番組。ゲストは播磨かな。
- 放送日時：2022年2月26日（土）18:00～20:15（135分）
- ラジオ生放送 ：18:00～19:00
- 動画生配信：18:00～20:15（ZAIKOにて有料配信）

### B.O.L.Tの2ボルト
レギュラー放送後の内藤るなと高井千帆の2人によるアフタートークの名前。ラジオクラウドの番組アーカイブで聴くことができる。「B.O.L.Tの1万ボルト～目指せ！生特番中に1万ボルト～」の動画生配信でもB.O.L.Tの2ボルトが放送された。なお、メンバーの誕生日などで特別に青山・白浜が出演した際は「B.O.L.Tの4ボルト」と呼ばれる。

### 「B.O.L.Tの10万ボルト」Special Program 『7月15日は“B.O.L.Tの日” 結成3周年記念生放送スペシャル』
結成3周年ライブ当日、ライブ終了後のメンバー（内藤・高井）がinterfmに駆け付けて送った生放送特番。
- 放送日時：2022年7月15日（金）22:00～23:00

### interfm「B.O.L.T」RADIO AUDIO NFT 購入者特典ネットサイン会
YouTubeのinterfm公式チャンネルにて生配信された、番組音声データNFT購入者特典のネットサイン会。interfmで行われた初のネットサイン会となった。
- 配信日時：2022年7月27日（水）18:00～20:00

### B.O.L.Tの4ボルト
interfm「B.O.L.T」RADIO AUDIO NFT 購入者限定の音声コンテンツ。

## NFT
B.O.L.T結成3周年記念特番に合わせ、B.O.L.Tの1万ボルトと2022年2月26日放送の特番の本放送およびポッドキャストのアーカイブ音源からスタッフによって厳選された100本の音声データを2022年7月1日よりNFTで販売。売り上げは番組予算となる。なお、番組の音声データのNFT販売はinterfmとしても初の試みとなる。